# زبان ساردو کامپیدانی
زبان ساردو کامپیدانی از زبان‌های ساردینی است که در منطقه کالیاری در ایتالیا در جنوب ایتالیا حدود یک میلیون نفر گویشور دارد.همچنین اقلیتی از گویشوران این زبان در دوره جنگ جهانی و سیاست فاشیستی دولت ایتالیا به مناطق شمالی این کشور فرستاده شدند و هم‌اکنون در میلان و جنوا بسر می‌برند.
اقلیتی کوچک از اهالی این زبان نیز در استرالیا بسر می‌برند.این زبان گویش‌ها و لهجه‌های متعددی را شامل می‌شود که بیشتر در حدفاصل پانزده کیلومتری اطراف کالیاری قرار دارند. واژگان قرضی زیادی از کاتالان و اسپانیایی در این زبان بچشم میخورد.